# Subdistrito de Hasaka
El subdistrito de Hasaka (en árabe: ناحية مركز الحسكة‎) es un subdistrito del distrito de Hasaka en la gobernación de Hasaka, en el noreste de Siria. El centro administrativo del distrito es la ciudad de Hasaka. Tiene una población mixta de kurdos, asirios y árabes. La mayor parte del subdistrito forma parte de la Administración Autónoma del Norte y Este de Siria, excluyendo un enclave en la ciudad de Hasakah, que ha permanecido bajo el control del gobierno sirio desde el comienzo de la guerra civil siria.
Según el censo de 2004, el subdistrito tenía una población de 251 570. 

## Guerra civil
Tras la batalla de Shadadeh en febrero de 2013, en la que la ciudad de Al-Shaddadah quedó bajo el control del Frente al-Nusra, las partes meridionales del subdistrito de Al-Hasakah también cayeron en manos de Nusra. El Estado Islámico de Irak y el Levante (ISIL) tomó el control del Frente al-Nusra en el área y avanzó hacia el norte hasta el límite de la ciudad de Hasaka, culminando en la batalla de Hasaka de 2015. El EIIL finalmente fue expulsado del distrito en la ofensiva de Al-Shaddadi en 2016.

### Base militar en Kawkab
Alrededor del monte Kawkab (en árabe: تلة كوكب‎, en 36.536251°N, 40.858276°E) permanece la base militar más grande de la gobernación, que ha permanecido en manos del ejército sirio durante toda la guerra. ISIS atacó la base sin éxito en julio de 2014 y octubre de 2015.

## Demografía
| PCode | Nombre                  | Población |
| ----- | ----------------------- | --------- |
| C4360 | Hasaka                  | 188 160   |
| C4351 | al-Tweinah              | 5062      |
|       | Western Tell Tawil      | 3109      |
| C4354 | Safya                   | 2849      |
| C4378 | Qaber Amer              | 2205      |
| C4343 | Tal Majdal              | 2153      |
| C4365 | Eastern Hamra           | 2088      |
| C4361 | Eastern Rajman          | 1950      |
| C4347 | Western Sabe Skur       | 1860      |
|       |                         | 1676      |
|       |                         | 1597      |
| C4366 | Um Elmilh               | 1566      |
|       |                         | 1443      |
| C4340 | Kherbet Elias           | 1348      |
| C4349 | Salaliyeh               | 1298      |
|       |                         | 1204      |
| C4334 | Um Qasir Almjarjaa      | 1153      |
| C4369 | Sayed Ali               | 1130      |
| C4346 | Rafraf                  | 1022      |
| C4371 | Tal Baydar Haskeh       | 958       |
|       | Karama                  | 936       |
|       |                         | 910       |
|       |                         | 860       |
|       |                         | 826       |
| C4367 | Ein Elhara              | 790       |
| C4374 | Rehiyeh Nameh           | 774       |
| C4368 | Sulaymaniya             | 753       |
|       |                         | 731       |
|       |                         | 725       |
| C4364 | Um Elmaez               | 715       |
|       |                         | 688       |
|       |                         | 683       |
| C4344 | Um Elshok               | 642       |
|       |                         | 642       |
| C4376 | Qubbet Elsokhur         | 594       |
|       |                         | 571       |
| C4373 | Zaydiyeh Hasskeh        | 563       |
| C4380 | Msheirfet Elashmal      | 518       |
| C4381 | Mahd Elrijleh           | 511       |
| C4357 | Masudiyeh Haska         | 480       |
| C4348 | Duwadiyeh Haskeh        | 478       |
| C4370 | Southern Lower Um Hajra | 465       |
| C4355 | Um Eldibis Elhiskeh     | 462       |
|       | Noman                   | 445       |
| C4341 | Abu Rasin Haskeh        | 426       |
| C4350 | Hafayer                 | 405       |
|       |                         | 373       |
| C4362 | Matl                    | 364       |
|       |                         | 359       |
| C4336 | Razaza                  | 352       |
|       |                         | 341       |
|       |                         | 327       |
| C4331 | Khazneh                 | 313       |
|       |                         | 311       |
| C4359 | Eastern Taban           | 308       |
| C4377 | Nurak                   | 308       |
| C4363 | First Mabtuh            | 306       |
|       |                         | 253       |
|       |                         | 249       |
|       |                         | 244       |
| C4382 | Masudiyeh Elbizara      | 227       |
| C4358 | Tal Mansur Haskeh       | 218       |
|       |                         | 214       |
|       |                         | 207       |
|       |                         | 206       |
|       |                         | 204       |
|       |                         | 201       |
|       |                         | 199       |
| C4383 | Western Qamar           | 198       |
|       |                         | 198       |
|       |                         | 186       |
| C4337 | Madina                  | 181       |
| C4372 | Tal Shaalan             | 181       |
|       |                         | 180       |
| C4332 | Um Hajra Almoqbela      | 173       |
|       |                         | 173       |
|       |                         | 166       |
|       |                         | 163       |
|       |                         | 159       |
|       |                         | 157       |
|       |                         | 152       |
| C4339 | Sofya                   | 150       |
|       |                         | 150       |
| C4338 | Shama                   | 149       |
|       |                         | 149       |
| C4356 | Lower Tal Aswad         | 148       |
|       |                         | 145       |
|       |                         | 141       |
|       |                         | 140       |
|       |                         | 135       |
|       |                         | 132       |
| C4379 | Qaber Elkhalif          | 126       |
|       |                         | 125       |
| C4335 | Jdideh                  | 124       |
| C4342 | Talaah                  | 121       |
|       |                         | 121       |
| C4353 | Harmala                 | 115       |
| C4352 | Upper Tal Aswad         | 106       |
|       |                         | 105       |
|       |                         | 86        |
|       |                         | 82        |
| C4375 | Hilaliyeh               | 65        |
| C4333 | Rahmaniya               | 62        |
|       | Kherbet Elfaras         | 49        |
|       |                         | 34        |
|       |                         | 23        |
|       |                         | 9         |
|       |                         | 3         |
|       | Umm al Quşayr           |           |